# Cabinet Zinn V
Le cinquième cabinet de Georg August Zinn était le gouvernement du Land de Hesse (Allemagne) entre le 18 janvier 1967 et le 22 octobre 1969.
Il était soutenu par le seul Parti social-démocrate d'Allemagne (SPD) et dirigé par Georg August Zinn.
Il a succédé au cabinet Zinn IV et a été remplacé par premier cabinet d'Albert Osswald.

## Composition
| Poste                                            | Ministre       | Ministre                               | Parti |
| ------------------------------------------------ | -------------- | -------------------------------------- | ----- |
| Ministre-président                               |                | Georg August Zinn                      | SPD   |
| Vice-Ministre-président                          |                | Heinrich Schneider jusqu'au 11/06/1969 | SPD   |
| Vice-Ministre-président                          | Albert Osswald |                                        | SPD   |
| Ministre de l'Intérieur                          |                | Heinrich Schneider                     | SPD   |
| Ministre de l'Économie et des Transports         |                | Rudi Arndt                             | SPD   |
| Ministre de l'Agriculture et des Forêts          |                | Tassilo Tröscher                       | SPD   |
| Ministre des Finances                            |                | Albert Osswald                         | SPD   |
| Ministre de la Justice et des Affaires fédérales |                | Johannes Strelitz                      | SPD   |
| Ministre de l'Éducation                          |                | Ernst Schütte                          | SPD   |
| Ministre du Travail, du Bien-être et de la Santé |                | Heinrich Hemsath                       | SPD   |